# Fußballclub Carl Zeiss Jena 2024-2025 (femminile)
Questa voce raccoglie le informazioni riguardanti il Fußballclub Carl Zeiss Jena nelle competizioni ufficiali della stagione 2024-2025.

## Divise e sponsor
Le tenute da gioco erano le stesse del Carl Zeiss Jena maschile. Il main sponsor era Carl Zeiss mentre quello tecnico, fornitore dei completi da gioco, era Macron.
|  | Casa | Trasferta |

## Organigramma societario
Tratto dal sito societario.
Area tecnica
- Allenatore: Florian Kästner
- Co-allenatore: Matthias Buszkowiak
- Allenatore dei portieri: Luis Urbig
- Preparatrice atletica: Mikkeline Braun
- Medico sportivo: Joachim Zink
- Direttore sportivo: Isabelle Knipp

## Rosa
Rosa, ruoli e numeri di maglia come da sito ufficiale, integrati dal sito della Federcalcio tedesca (DFB).
| N. |                     | Ruolo | Calciatrice               |
| -- | ------------------- | ----- | ------------------------- |
| 1  | Austria (bandiera)  | P     | Mariella El Sherif        |
| 2  | Germania (bandiera) | D     | Bente Fischer             |
| 3  | Germania (bandiera) | D     | Toma Ihlenburg            |
| 4  | Germania (bandiera) | D     | Anika Metzner             |
| 5  | Germania (bandiera) | D     | Jalysa Stechemesser       |
| 6  | Germania (bandiera) | C     | Jenny Beyer               |
| 7  | Germania (bandiera) | A     | Melina Reuter             |
| 8  | Germania (bandiera) | D     | Felicia Sträßer           |
| 9  | Germania (bandiera) | A     | Leonie Kreil              |
| 10 | Germania (bandiera) | C     | Merza Julević             |
| 11 | Germania (bandiera) | A     | Hannah Mesch              |
| 12 | Germania (bandiera) | P     | Sofie Lehmann             |
| 14 | Germania (bandiera) | C     | Anja Heuschkel (capitano) |
| 15 | Germania (bandiera) | D     | Luise Wildner             |
| 16 | Germania (bandiera) | D     | Lisa Gora                 |
| 17 | Germania (bandiera) | A     | Nicole Woldmann           |

| N. |                          | Ruolo | Calciatrice     |
| -- | ------------------------ | ----- | --------------- |
| 18 | Australia (bandiera)     | A     | Anna Margraf    |
| 19 | Germania (bandiera)      | C     | Hannah Lehmann  |
| 20 | Germania (bandiera)      | D     | Luca Birkholz   |
| 21 | Germania (bandiera)      | A     | Isabella Jaron  |
| 22 | Germania (bandiera)      | C     | Fiona Gaißer    |
| 23 | Ghana (bandiera)         | A     | Josephine Bonsu |
| 24 | Germania (bandiera)      | P     | Laura Kiontke   |
| 25 | Germania (bandiera)      | C     | Noemi Gentile   |
| 26 | Germania (bandiera)      | C     | Leni Hof        |
| 27 | Germania (bandiera)      | D     | Gwen Mummert    |
| 28 | Germania (bandiera)      | D     | Emily Reske     |
| 31 | Germania (bandiera)      | D     | Nelly Juckel    |
| 49 | Germania (bandiera)      | P     | Jasmin Janning  |
|    | Svizzera (bandiera)      | C     | Elena Muhlemann |
|    | Nuova Zelanda (bandiera) | D     | Suya Haering    |

## Calciomercato

### Sessione estiva
| Acquisti | Acquisti           | Acquisti             | Acquisti    |
| R.       | Nome               | da                   | Modalità    |
| -------- | ------------------ | -------------------- | ----------- |
| P        | Mariella El Sherif | Sturm Graz           | [ 3 ] [ 4 ] |
| D        | Toma Ihlenburg     | Meppen               | [ 5 ]       |
| D        | Gwen Mummert       | Tindastóll           | [ 6 ]       |
| C        | Fiona Gaißer       | Louisville Cardinals |             |
| C        | Noemi Gentile      | Sand                 |             |
| A        | Anna Margraf       | Huelva               |             |

| Cessioni | Cessioni        | Cessioni       | Cessioni |
| R.       | Nome            | a              | Modalità |
| -------- | --------------- | -------------- | -------- |
| D        | Denise Landmann | Sand           |          |
| C        | Melina Mehler   | Magonza        |          |
| C        | Johanna Seifert | Hertha Berlino |          |
| C        | Jette ter Horst | SGS Essen      |          |

### Sessione invernale
| Acquisti | Acquisti       | Acquisti           | Acquisti |
| R.       | Nome           | da                 | Modalità |
| -------- | -------------- | ------------------ | -------- |
| C        | Jenny Beyer    | Colorado Buffaloes |          |
| A        | Leonie Kreil   | Sand               |          |
| A        | Isabella Jaron | Altach             |          |

| Cessioni | Cessioni | Cessioni | Cessioni |
| R.       | Nome     | a        | Modalità |
| -------- | -------- | -------- | -------- |
|          |          |          |          |

## Risultati

### Frauen-Bundesliga

#### Girone di andata
| Arbitro: | Lutz (Poppenhausen) |

|                       |           |  |
| Reuteler 57’ Senß 81’ | Marcatori |  |

| Arbitro: | Schwermer (Ballenstedt) |

|  |           |          |
|  | Marcatori | 67’ Popp |

| Arbitro: | Wildfeuer (Lützen) |

|            |           |              |
| Vobian 59’ | Marcatori | 17’ Birkholz |

| Arbitro: | Rafalski (Gudensberg) |

|  |           |                                 |
|  | Marcatori | 56’ Platner 85’ (rig.) Kowalski |

| Arbitro: | Heidenreich (Bad Schwartau) |

|            |           |  |
| Piljić 69’ | Marcatori |  |

| Arbitro: | Menzel (Hambrücken) |

|                          |           |  |
| Hoffmann 30’ Fudalla 47’ | Marcatori |  |

| Arbitro: | Scholz (Lubecca) |

|                         |           |                           |
| Gaißer 49’ Birkholz 65’ | Marcatori | 28’ Achcińska 45’ Hechler |

| Potsdam 2 novembre 2024, ore 14:00 CET 8ª giornata | Turbine Potsdam    | 0 – 0 referto | Carl Zeiss Jena | Stadio Karl Liebknecht (1 229 spett.)\| Arbitro: \| Wildfeuer (Lützen) \| |
| Arbitro:                                           | Wildfeuer (Lützen) |               |                 |                                                                           |

| Arbitro: | Wolf (Wilhelmshaven) |

|  |           |             |
|  | Marcatori | 19’ Schmidt |

| Arbitro: | Wacker (Lehrensteinsfeld) |

|                                                               |           |  |
| Viggósdóttir 19’ Bühl 29’ Schüller 81’, 90+4’ Damnjanović 82’ | Marcatori |  |

| Arbitro: | Breier (Zerf) |

|  |           |                                |
|  | Marcatori | 16’, 42’ Cazalla 90+3’ Kössler |

#### Girone di ritorno
| Arbitro: | Söder (Norimberga) |

|  |           |                                   |
|  | Marcatori | 68’ Wamser 86’ Chiba 89’ Freigang |

| Arbitro: | Kost (Schwerte) |

|                                              |           |  |
| Beerensteyn 18’ Sträßer 20’ (aut.) Minge 66’ | Marcatori |  |

| Arbitro: | Lutz (Poppenhausen) |

|  |           |                        |
|  | Marcatori | 15’ Schneider 77’ Karl |

| Arbitro: | Menzel (Hambrücken) |

|                                         |           |          |
| Maier 19’, 46’ Berentzen 77’ Elmazi 87’ | Marcatori | 5’ Kreil |

| Arbitro: | Diekmann (Essen) |

|  |           |                        |
|  | Marcatori | 54’ Kramer 73’ Turányi |

| Arbitro: | Westerhoff (Bochum) |

|             |           |                     |
| Gentile 51’ | Marcatori | 73’ (rig.) Hoffmann |

| Arbitro: | Söder (Norimberga) |

|  |           |            |
|  | Marcatori | 56’ Reuter |

| Arbitro: | Schwermer (Ballenstedt) |

|             |           |  |
| Julević 64’ | Marcatori |  |

| Arbitro: | Scholz (Lubecca) |

|                                    |           |  |
| Mühlhaus 39’ Matheis 87’ Pápai 89’ | Marcatori |  |

| Arbitro: | Menzel (Hambrücken) |

|  |           |             |
|  | Marcatori | 89’ Ulbrich |

| Arbitro: | Wacker (Lehrensteinsfeld) |

|  |           |                                 |
|  | Marcatori | 7’, 14’, 45+3’ Cerci 78’ Memeti |

### DFB-Pokal
| Arbitro: | Willms (Oldenburg) |

|                                |                      |                              |
| Lux 48’                        | Marcatori            | 64’ Reuter                   |
| Lux Rolfes Seyen Kossen Preuss | Tiri di rigore 2 – 3 | ??? Ihlenburg Mesch Woldmann |

| Arbitro: | Scholz (Lubecca) |

|                                               |           |                               |
| Machtens 25’ Lahr 51’ Marquardt 60’ Meyer 88’ | Marcatori | 32’ (aut.) Woelki 66’ Gentile |

## Statistiche

### Statistiche di squadra
| Competizione         | Punti | In casa | In casa | In casa | In casa | In casa | In casa | In trasferta | In trasferta | In trasferta | In trasferta | In trasferta | In trasferta | Totale | Totale | Totale | Totale | Totale | Totale | DR  |
| Competizione         | Punti | G       | V       | N       | P       | Gf      | Gs      | G            | V            | N            | P            | Gf           | Gs           | G      | V      | N      | P      | Gf     | Gs     | DR  |
| -------------------- | ----- | ------- | ------- | ------- | ------- | ------- | ------- | ------------ | ------------ | ------------ | ------------ | ------------ | ------------ | ------ | ------ | ------ | ------ | ------ | ------ | --- |
| Frauen-Bundesliga    | 10    | 11      | 1       | 2       | 8       | 4       | 18      | 11           | 1            | 2            | 8            | 3            | 25           | 22     | 2      | 4      | 16     | 7      | 43     | -36 |
| DFB-Pokal der Frauen | -     | -       | -       | -       | -       | -       | -       | 2            | 0            | 1            | 1            | 3            | 5            | 2      | 0      | 1      | 1      | 3      | 5      | -2  |
| Totale               | -     | 11      | 1       | 2       | 8       | 4       | 18      | 13           | 1            | 3            | 9            | 6            | 30           | 24     | 2      | 5      | 17     | 10     | 48     | -38 |

### Andamento in campionato
| Giornata  | 1  | 2  | 3  | 4  | 5  | 6  | 7  | 8  | 9  | 10 | 11 | 12 | 13 | 14 | 15 | 16 | 17 | 18 | 19 | 20 | 21 | 22 |
| --------- | -- | -- | -- | -- | -- | -- | -- | -- | -- | -- | -- | -- | -- | -- | -- | -- | -- | -- | -- | -- | -- | -- |
| Luogo     | T  | C  | T  | C  | T  | T  | C  | T  | C  | T  | C  | C  | T  | C  | T  | C  | C  | T  | C  | T  | C  | T  |
| Risultato | P  | P  | N  | P  | P  | P  | N  | N  | P  | P  | P  | P  | P  | P  | P  | P  | N  | V  | V  | P  | P  | P  |
| Posizione | 11 | 11 | 10 | 10 | 10 | 10 | 10 | 10 | 10 | 10 | 11 | 11 | 11 | 11 | 11 | 11 | 11 | 10 | 10 | 10 | 11 | 11 |

Legenda:

Luogo: C = Casa; T = Trasferta. Risultato: V = Vittoria; N = Pareggio; P = Sconfitta.

### Statistiche delle giocatrici
| Giocatore       | Frauen-Bundesliga | Frauen-Bundesliga | Frauen-Bundesliga | Frauen-Bundesliga | DFB-Pokal der Frauen | DFB-Pokal der Frauen | DFB-Pokal der Frauen | DFB-Pokal der Frauen | Totale   | Totale | Totale      | Totale     |
| Giocatore       | Presenze          | Reti              | Ammonizioni       | Espulsioni        | Presenze             | Reti                 | Ammonizioni          | Espulsioni           | Presenze | Reti   | Ammonizioni | Espulsioni |
| --------------- | ----------------- | ----------------- | ----------------- | ----------------- | -------------------- | -------------------- | -------------------- | -------------------- | -------- | ------ | ----------- | ---------- |
| J. Beyer        | 1                 | 0                 | 0                 | 0                 | -                    | -                    | -                    | -                    | 1        | 0      | 0           | 0          |
| L-E. Birkholz   | 17                | 2                 | 1                 | 0                 | 2                    | 0                    | 0                    | 0                    | 19       | 2      | 1           | 0          |
| J. Bonsu        | 22                | 0                 | 1                 | 0                 | 2                    | 0                    | 1                    | 0                    | 24       | 0      | 2           | 0          |
| M. El Sherif    | 12                | 0                 | 0                 | 0                 | -                    | -                    | -                    | -                    | 12       | 0      | 0           | 0          |
| B. Fischer      | 3                 | 0                 | 0                 | 0                 | -                    | -                    | -                    | -                    | 3        | 0      | 0           | 0          |
| F. Gaißer       | 21                | 1                 | 2                 | 1                 | 1                    | 0                    | 0                    | 0                    | 22       | 1      | 2           | 1          |
| N. Gentile      | 20                | 1                 | 3                 | 0                 | 2                    | 1                    | 1                    | 0                    | 22       | 2      | 4           | 0          |
| L. Gora         | 16                | 0                 | 1                 | 0                 | 1                    | 0                    | 0                    | 0                    | 17       | 0      | 1           | 0          |
| A. Heuschkel    | 18                | 0                 | 1                 | 0                 | 2                    | 0                    | 0                    | 0                    | 20       | 0      | 1           | 0          |
| T. Ihlenburg    | 22                | 0                 | 1                 | 0                 | 2                    | 0                    | 0                    | 0                    | 24       | 0      | 1           | 0          |
| J. Janning      | 10                | 0                 | 0                 | 0                 | 2                    | 0                    | 1                    | 0                    | 12       | 0      | 1           | 0          |
| I. Jaron        | 9                 | 1                 | 2                 | 0                 | -                    | -                    | -                    | -                    | 9        | 1      | 2           | 0          |
| N. Juckel       | 20                | 0                 | 6                 | 0                 | 2                    | 0                    | 1                    | 0                    | 22       | 0      | 7           | 0          |
| M. Julević      | 22                | 0                 | 3                 | 0                 | 2                    | 0                    | 1                    | 0                    | 24       | 0      | 4           | 0          |
| L. Kiontke      | -                 | -                 | -                 | -                 | -                    | -                    | -                    | -                    | -        | -      | -           | -          |
| L. Kreil        | 3                 | 1                 | 0                 | 0                 | -                    | -                    | -                    | -                    | 3        | 1      | 0           | 0          |
| H. Lehmann      | 6                 | 0                 | 0                 | 0                 | -                    | -                    | -                    | -                    | 6        | 0      | 0           | 0          |
| S. Lehmann      | -                 | -                 | -                 | -                 | -                    | -                    | -                    | -                    | -        | -      | -           | -          |
| A. Margraf      | 13                | 0                 | 1                 | 0                 | 2                    | 0                    | 0                    | 0                    | 15       | 0      | 1           | 0          |
| H. Mesch        | 8                 | 0                 | 0                 | 0                 | 1                    | 0                    | 0                    | 0                    | 9        | 0      | 0           | 0          |
| A. Metzner      | 12                | 0                 | 1                 | 0                 | 1                    | 0                    | 0                    | 0                    | 13       | 0      | 1           | 0          |
| G. Mummert      | 13                | 0                 | 0                 | 0                 | 1                    | 0                    | 0                    | 0                    | 14       | 0      | 0           | 0          |
| E. Reske        | 9                 | 0                 | 0                 | 0                 | -                    | -                    | -                    | -                    | 9        | 0      | 0           | 0          |
| M. Reuter       | 21                | 1                 | 4                 | 0                 | 2                    | 1                    | 2                    | 0                    | 23       | 2      | 6           | 0          |
| J. Stechemesser | -                 | -                 | -                 | -                 | -                    | -                    | -                    | -                    | -        | -      | -           | -          |
| F. Sträßer      | 17                | 0                 | 3                 | 0                 | 2                    | 0                    | 0                    | 0                    | 19       | 0      | 3           | 0          |
| L. Wildner      | -                 | -                 | -                 | -                 | -                    | -                    | -                    | -                    | -        | -      | -           | -          |
| N. Woldmann     | 16                | 0                 | 0                 | 0                 | 2                    | 0                    | 1                    | 0                    | 18       | 0      | 1           | 0          |